# Viva High School Musical Mexico
Viva High School Musical Mexico (High School Musical: El Desafίo Mexico) este un spin-off al filmului american High School Musical, făcut pentru Mexic. Filmul îi are în rolurile principale pe finaliștii emisiunii-concurs High School Musical: La Selección, cu participarea specială a duetului muzical Jesse & Joy.
Premiera originală a avut loc pe data de 5 septembrie 2008, în cinematografele din Mexic. În România, premiera a avut loc pe 14 februarie 2010, cu ocazia Zilei îndrăgostiților, la Disney Channel, cu o variantă dublată în limba română.

## Rezumat
De-a lungul verii, Cristóbal (Cristóbal Orellana), căpitanul echipei de fotbal a liceului, descoperă că vecina și colega lui de clasă, Mariana (Mariana Magaña) s-a schimbat mult în timpul vacanței de vară. Luli (Mar Contreras) a rămas tot țanțoșă și cu o atitudine superioară față de fratele ei, Fernando (Fernando Soberanes) și de companioanele ei, pe care le numește "Invizibilele". Un nou an școlar începe la High School Mexico, iar școala anunță o "Bătălie a trupelor" ("Battle of the Bands"), concurs organizat de Jesse & Joy. Muncind contra-cronometru și cu resurse limitate, băieții își unesc forțele pentru ziua cea mare. Cristobal, Mariana și câțiva colegi formează o trupă numită "Fair Play". Dorindu-și să câștige, Luli încearcă să-l despartă pe Cristobal de prietenii lui. Dar, o singură trupă va câștiga; cea care înțelege că munca în echipă, dezvoltarea personală și munca din greu îi va face niște artiști și oameni mai buni.

## Actori și personaje
| Personaje principale     | Personaje principale | Personaje principale                                                                    |
| Personaj                 | Actor                | Note                                                                                    |
| ------------------------ | -------------------- | --------------------------------------------------------------------------------------- |
| Cistóbal Rodriguez       | Cristóbal Orellana   | Protagonistul filmului; Căpitanul echipei de fotbal a liceului                          |
| Mariana Galindo          | Mariana Magaña       | Protagonista filmului; Timidă și inteligentă, dar și o cântăreață talentată             |
| Luli Casas Del Campo     | Mar Contreras        | Antagonista filmului; Vedeta de necontestat al școlii                                   |
| Fernando Casas Del Campo | Fernando Soberanes   | Antagonistul filmului, până ce este rugat să facă coregrafia pentru trupa lui Cristóbal |
| Personaje secundare      |                      |                                                                                         |
| Personaj                 | Actor                | Note                                                                                    |
| Juan Carlos              | Juan Carlos Flores   |                                                                                         |
| Faby                     | Fabiola Paulin       |                                                                                         |
| Jorge                    | Jorge Blanco         |                                                                                         |
| Stephie                  | Stephie Camarena     |                                                                                         |
| César                    | César Viramontes     |                                                                                         |
| Pau                      | Paulina Holguin      |                                                                                         |
| Caroline                 | Carolina Ayala       |                                                                                         |
| Dl. Rodrigues            | Juan Manuel Bernal   | Tatăl lui Cristóbal                                                                     |
| D-na. Galindo            | Lumi Cavazos         | Mama Marianei                                                                           |
| D-na. Casas Del Campo    | Lisa Owen            | Mama lui Luli și a lui Fernando                                                         |
| Dl. Casas Del Campo      | Victor Martin Hugg   | Tatăl lui Luli și a lui Fernando.                                                       |
| Dl. Guerrero             | Álvaro Guerrero      | Directorul școlii                                                                       |
| Angelina                 | Carmen Beato         |                                                                                         |
| Joy                      | Joy Huerta Uckey     |                                                                                         |
| Jesse                    | Jesse Huerta Uckey   |                                                                                         |
| Marifé                   | Carla Medina         |                                                                                         |
| Cook                     | Roger González       |                                                                                         |

## Coloana sonoră
Pe data de 15 august 2008, în Mexic, a fost lansat un CD cu coloana sonoră a filmului. Cântecele sunt în mare parte aceleași de pe coloana sonoră a versiunii argentiniene a filmului, compuse de Fernando Lopez Rossi, dar cu aranjamente diferite
(ex: Reggaeton). De asemenea, conține și un cover după piesa "Dime Ven" a formației Motel.
În România, toate cântecele au fost traduse în limba română.

### Lista cântecelor
| #           | Cântec                     | Interpretat de                                                 |
| ----------- | -------------------------- | -------------------------------------------------------------- |
| 1           | El Verano Terminó          | Distribuția                                                    |
| 2           | Siempre Juntos             | Distribuția                                                    |
| 3           | La vida es una aventura    | Mariana Magaña și Fernando Soberanes                           |
| 4           | Yo sabía...                | Cristóbal Orellana și Mariana Magaña                           |
| 5           | A Buscar el Sol            | Mariana Magaña                                                 |
| 6           | Hoy Todo es Mejor          | Cristóbal Orellana                                             |
| 7           | Dime ven                   | Distribuția                                                    |
| 8           | Superstar                  | Mar Contreras, Paulina Holguin, Fabiola Paulin, Carolina Ayala |
| 9           | Mejor hacerlo todos juntos | Distribuția                                                    |
| 10          | Actuar, bailar, cantar     | Distribuția                                                    |
| Bonus Track | Doo up                     | Mariana Magaña și Fernando Soberanes                           |